# 모바일 액세스 에지 컴퓨팅
모바일 액세스 에지 컴퓨팅(multi-access edge computing, MEC, 구 명칭: 모바일 에지 컴퓨팅, mobile edge computing)은 셀룰러 네트워크의 에지, 더 일반적으로는 모든 네트워크의 에지에서 클라우드 컴퓨팅 기능과 IT 서비스 환경을 가능하게 하는 ETSI 정의 네트워크 아키텍처 개념이다. MEC의 기본 아이디어는 애플리케이션을 실행하고 셀룰러 고객에게 더 가까운 곳에서 관련 처리 작업을 수행함으로써 네트워크 정체가 줄어들고 애플리케이션의 성능이 향상된다는 것이다. MEC 기술은 셀룰러 기지국이나 기타 에지 노드에서 구현되도록 설계되었으며 고객을 위한 새로운 애플리케이션과 서비스를 유연하고 신속하게 배포할 수 있다. 정보 기술과 통신 네트워킹의 요소를 결합한 MEC를 통해 이동통신 사업자는 애플리케이션 개발자 및 콘텐츠 제공자와 같은 승인된 제3자에게 무선 접속 네트워크(RAN)를 공개할 수도 있다.
MEC에 대한 기술 표준은 유럽 전기 통신 표준 협회에서 개발 중이며 이 연구소에서는 해당 개념에 대한 기술 백서를 작성했다.

## 관련 문헌
- Insun Jang, Sukjin Choo, Myeongsu Kim, Sangheon Pack, György Dán, "The Software-Defined Vehicular Cloud: A New Level of Sharing the Road", IEEE Vehicular Technology Magazine, vol. 12, no. 2, Jun. 2017 DOI 10.1109/MVT.2017.2665718,